# Macrosiphoniella alatavica
Macrosiphoniella alatavica är en insektsart. Macrosiphoniella alatavica ingår i släktet Macrosiphoniella och familjen långrörsbladlöss. Inga underarter finns listade i Catalogue of Life.